# It's So Hard
It's So Hard è una canzone scritta e interpretata da John Lennon. La canzone è inserita nell'album Imagine ed è uscita nel 1971.
Poco tempo dopo la pubblicazione dell'album, il brano venne fatto uscire anche su singolo come B-side di Imagine.

## Il brano
Il testo del brano descrive l'attitudine di Lennon verso la tediosità della vita di tutti i giorni, verso quei gesti ripetitivi ma necessari come il dormire, il mangiare, ecc... e quegli obblighi della società come "l'essere qualcuno".
Nel febbraio 1972, Lennon e la Ono appearvero nel corso del Mike Douglas Show ed eseguirono la canzone con l'accompagnamento della Elephant's Memory Band. Lennon inoltre suonò il brano anche durante un concerto di beneficenza tenutosi al Madison Square Garden il 30 agosto 1972.
It's So Hard è un brano in stile blues rock. Il critico musicale Wilfrid Mellers lo considera paragonabile a un blues primitivo e genuino.

### Registrazione
It's So Hard fu registrata tra maggio e giugno del 1971 all'Ascot Sound Studios di Tittenhurst Park, e al Record Plant East di New York City. Fu la prima canzone registrata ad Ascot, e venne considerata una buona prova per testare il nuovo studio, essendo un semplice blues. Il sassofono e gli altri effetti furono aggiunti in post-produzione sovraincidendoli al Record Plant di New York.
L'assolo di sax è opera del celebre musicista King Curtis che aveva suonato con molti artisti jazz e pop negli anni cinquanta e sessanta. Questa fu una delle sue ultime performance, poiché venne assassinato un mese dopo la pubblicazione di Imagine. Il suo intervento nella traccia fu registrato il 5 luglio 1971.
Klaus Voormann, vecchio amico dei Beatles e illustratore della copertina del loro album Revolver, suona il basso elettrico nella canzone.

### Accoglienza
Wilfrid Mellers lodò la potenza del pianoforte in stile "barrelhouse piano" e la compulsione generata dall'ostinato nella canzone. I musicologi Ben Urish e Ken Bielen descrivono It's So Hard "abbastanza godibile" asserendo come "faccia il suo senza annoiare." L'autore John Blaney scrisse che nelle mani di un artista inferiore la canzone avrebbe potuto essere "una canzonetta di autocommiserazione", ma l'arrangiamento scritto da Lennon e l'elegante chitarra solista, evitano questa possibilità. Robert Rodriguez la definisce una delle tracce "più spigolose" dell'album Imagine, che ne formano la "vera sostanza". Il critico musicale Robert Christgau scrisse che It's So Hard è un "grande pezzo non cantato." Andrew Grant Jackson dichiarò che il brano, per quanto banale possa essere, è comunque una canzone dove "nessuno mai prima si era lamentato in modo così umoristico di quanto è dura la vita".

## Tracce singolo
7" (Stati Uniti)
1. Imagine (John Lennon) - 3:04
2. It's So Hard (John Lennon) - 2:25

## Formazione
- John Lennon - voce, chitarra, pianoforte elettrico
- Klaus Voorman - basso
- King Curtis - sassofono
- Jim Gordon - batteria, tamburello
- The Flux Fiddlers - archi